# Canal 10 (Israel)
Canal 10 (en hebreo: ערוץ עשר‎, Aruts Eser) fue un canal de televisión en señal abierta de Israel, que emitió a nivel nacional desde 2002 hasta 2019.
Comenzó sus emisiones el 28 de enero de 2002 como Israel 10, bajo control de la Segunda Autoridad para Radio y Televisión de Israel. Durante sus 17 años de vida destacó por ofrecer una programación generalista, centrada en el entretenimiento y en la actualidad a través de sus propios servicios informativos. El 16 de enero de 2019 se completó su fusión con el canal Reshet 13 por razones financieras.

## Historia
El canal de televisión comenzó sus emisiones el 28 de enero de 2002 bajo la marca Israel 10, al amparo de la Segunda Autoridad para Radio y Televisión de Israel, responsable también del Canal 2. Mientras el Canal 2 estaba gestionado por empresas concesionarias, Israel 10 sería dirigido por un único grupo y contaría con sus propios servicios informativos.
A pesar de unos comienzos difíciles, pues en Israel hay una fuerte implantación de la televisión por satélite, la cadena intentó consolidarse con un cambio de marca (Canal 10) y una programación basada en entretenimiento (Survivor), concursos (¿Quién quiere ser millonario?), actualidad y derechos deportivos como la Liga de Campeones de la UEFA o la Copa Mundial de Fútbol. Los servicios informativos ganaron prestigio gracias a su cobertura de dos acontecimientos: la guerra del Líbano de 2006 y el conflicto de Gaza de 2009.
Canal 10 empezó a atravesar problemas financieros a finales de 2008 y los accionistas mayoritarios fueron dejando la compañía, razón por la que el gobierno israelí se planteó retirarles la concesión. Las disputas entre el ejecutivo de Benjamín Netanyahu y la dirección no se solucionaron hasta que en 2015 se autorizó la venta a un grupo liderado por el empresario Leonard Blavatnik.

### Desaparición
En 2017, el gobierno israelí reorganizó la televisión en abierto con la creación de una nueva empresa pública (Corporación de Radiodifusión Israelí, canal 11) y la división del Canal 2 en sendas frecuencias propias para Keshet 12 y Reshet 13. Con tres operadores en el mercado comercial, y en vista de que eran el que menos audiencia tenía, los propietarios del Canal 10 iniciaron las negociaciones para fusionarse con Reshet.
Después de meses de retraso, la Segunda Autoridad para Radio y Televisión autorizó la fusión el 8 de noviembre de 2018. En virtud de ese acuerdo, Reshet 13 contaría por primera vez con servicios informativos propios al absorber los del Canal 10. El cese de emisiones tuvo lugar el 16 de enero de 2019.